# 莫莉·克拉布艾普尔
莫莉·克拉布艾普尔（英語：Molly Crabapple，1983年—），出生名珍妮弗·卡班（Jennifer Caban）是一名美国艺术家和作家。她是《VICE》的特约编辑，并为其它许多媒体供稿。克拉巴普使用了一种基于阿瑟·L·格普蒂尔艺术技巧的交叉阴影插画风格绘图，这种技巧可以在格普蒂尔的著作《钢笔画技法》（Drawing with Pen and Ink）中找到。此外，她的风格还受到了佛兰芒文艺复兴画家老彼得·勃鲁盖尔，以及英国插画家奥伯利·比亚兹莱、法国画家亨利·德·土魯斯-羅特列克等人的影响。

## 出版物
- 《枪炮的兄弟：叙利亚战争回忆录》
- 《Drawing Blood'》
- 《Art of Molly Crabapple Volume 2: Devil in the Details》
- 《Art of Molly Crabapple Volume 1: Week in Hell》
- 《Scarlett Takes Manhattan》
- 《Dr. Sketchy's Official Rainy Day Colouring Book》

## 延伸阅读
- Salavetz, Judith; Drate, Spencer, , Rockport Publishers: 40–41, 2010, ISBN 9781610601672